# Tornby
Tornby es una localidad situada en el municipio de Hjørring, en la región de Jutlandia Septentrional (Dinamarca), con una población en 2012 de unos 1026 habitantes.
Se encuentra ubicada en el extremo norte de la península de Jutlandia, junto a la costa del Skagerrak (mar del Norte).